# 中島正信 (経済学者)
中島 正信（なかしま しょうしん、1902年（明治35年）2月12日 - 1973年（昭和48年）7月25日）は、早稲田大学名誉教授、早稲田精神昻揚会会長、早稲田船上大学研究会会長、早稲田大学新聞会会長。専攻は商業英語、国際経済論、世界経済論。

## 来歴
1902年2月12日、山口県豊浦郡神玉村に生まれる。
山口県立豊浦中学校、早稲田大学第一高等学院文科を経て、1923年4月に早稲田大学商学部に入学する。1926年3月に卒業後、東京材木輸入協会に入り、貿易実務に従事する。
1930年4月から早稲田大学商学部助手となり、同年7月からアメリカ合衆国のコロンビア大学へ留学する。
1937年4月から早稲田大学専門部商科教授、1941年4月早稲田大学商学部教授となる。
1946年12月、商学部教務主任として、新制大学設置のための企画委員会の委員となる。
1949年9月、大学設置審議会第八特別委員会委員である山本研一の諮問機関として設置された大学院制度研究委員会の委員となる。
1962年10月から1966年5月まで早稲田大学理事を、1963年1月から1966年10月まで早稲田大学生産研究所所長を務める。
1972年2月、早稲田大学名誉教授となる。
1973年7月25日、脳溢血により自宅で死去する、享年71歳。同月、従四位勲三等旭日中綬章が贈られる。8月3日、大隈講堂において告別式が行われる。

## 著作

### 単著
- 『テクノクラシイへの挑戦』章華社、1933年5月。 NCID BN15742963。全国書誌番号:47010498。
- 『商業英語講義案』東京泰文社、1935年5月。 NCID BA57282777。
- 『Business man's English grammar』東京泰文社、1936年11月。 NCID BB08786895。全国書誌番号:44014856。
- 『商業英語』東京泰文社、1940年12月。 NCID BN15348098。全国書誌番号:46021601。
- 『新制大学院の構想』早稲田大学調査部、1953年1月。 NCID BA40497338。
- 『英語貿易通信文入門』早稲田大学出版部、1953年7月。 NCID BN13203141。全国書誌番号:53005746。
- 『世界経済の基礎理論』多磨書店〈世界経済論 第1部〉、1954年1月。 NCID BA83125936。
- 『オートメーションと経済』郵政弘済会、1957年3月。全国書誌番号:58004457。
- 『世界経済の理論と問題』多磨書店、1965年5月。 NCID BN13930179。
- 『英語貿易通信文入門』早稲田大学出版部、1968年。 NCID BN13203061。全国書誌番号:68003966。
- 『世界経済体制論』文真堂、1973年12月。 NCID BN11637129。全国書誌番号:70001933。

### 翻訳
- イー・ロナルド・ウォーカー『濠洲の戦時経済』西東社、1943年4月。 NCID BA42483403。全国書誌番号:46011228。
- P.F.ドラッカー『オートメーションと新しい社会』ダイヤモンド社、1956年4月。 NCID BN06468893。全国書誌番号:56007435。
- ポール・アインチッヒ『オートメーションの経済学 オートメーションは経済に如何なる影響を与えるか』ダイヤモンド社、1957年6月。 NCID BN11412570。全国書誌番号:57010533。
- T.シトフスキー『経済理論と西欧経済統合』ダイヤモンド社、1961年8月。 NCID BN06013124。全国書誌番号:61008906。
- B.バラッサ『経済統合の理論』ダイヤモンド社、1963年2月。 NCID BN07162990。全国書誌番号:63002700。
- W.ハルシュタイン『ヨーロッパ合衆国 挑戦と機会』ダイヤモンド社、1963年11月。 NCID BN09188860。全国書誌番号:63009822。

### 共著・共訳
- 中島正信、野口勇『商業英語通信文の知識 問題・語句・解答』丸善、1941年4月。 NCID BA31423126。全国書誌番号:44057824。
- J.ディボルト 著、中島正信・渡辺真一 訳『オートメーション』中央経済社、1957年3月。 NCID BN09748659。全国書誌番号:57004556。

### 論文等
- 「ピルー著『一八〇七年以後に於けるフランス経済思想』」『早稲田商学』第8巻第2号、早稲田商学同攷会、1932年7月、269-275頁。
- 「経済統制と其の中心点」『早稲田商学』第8巻第3-4号、早稲田商学同攷会、1932年10月、107-129頁。
- 「国際決済銀行と国際経済」『早稲田商学』第9巻第2号、早稲田商学同攷会、1933年6月、307-340頁。
- 「国際商業に於ける割当制度と為替清算制度」『早稲田商学』第11巻第1号、早稲田商学同攷会、1935年4月、291-326頁。
- 「時宜に適した良書『商英叢書』を薦む」『早稲田大学新聞』第24号1935年12月4日、3面。
- 「カール・イベルゼン著『国際資本移動理論の様相』」『早稲田商学』第11巻第4号、早稲田商学同攷会、1936年1月、359-376頁。
- 「世界経済への待望」『早稲田大学新聞』第28号1936年1月29日、3面。
- 「国際貿易理論と均衡理論」『早稲田大学新聞』第38号1936年5月20日、6面。
- 「国際資本移動と国際経済」『早稲田商学』第12巻第3号、早稲田商学同攷会、1936年10月、67-98頁。
- 「統一国際売買規則の研究 上坂酉三博士の近業を読む」『早稲田大学新聞』第53号1936年11月4日、5面。
- 「実践的商業英語 TECHNICAL TERMS IN FOREIGN TRADE (by IDICHI)」『早稲田大学新聞』第72号1937年5月19日、5面。
- 「学生生活の五大原則」『早稲田大学新聞』第74号1937年6月2日、3面。
- 「ライオネル・ロビンス著『計画経済と国際経済』」『早稲田商学』第13巻第2号、早稲田商学同攷会、1937年7月、328-333頁。
- 「原料資源問題と国際経済」『早稲田商学』第13巻第3号、早稲田商学同攷会、1937年10月、105-132頁。
- 「国際人口移動と国際経済」『早稲田商学』第13巻第4号、早稲田商学同攷会、1938年1月、111-142頁。
- 「アフタリオン著『国際経済関係に於ける均衡』」『早稲田商学』第14巻第1号、早稲田商学同攷会、1938年4月、244-254頁。
- 「楠瀬常猪氏著“時局と貿易”」『早稲田大学新聞』第109号1938年6月15日、5面。
- 「ガエタン・ピルー著『米国経済理論の新思潮』」『早稲田商学』第14巻第2号、早稲田商学同攷会、1938年7月、301-314頁。
- 「国際経済における吾国戦時経済」『早稲田商学』第14巻第3-4号、早稲田商学同攷会、1938年10月、253-298頁。
- 「統制経済と普遍主義」『早稲田商学』第15巻第1号、早稲田商学同攷会、1939年5月、141-166頁。
- 「限界効用学派の役割」『早稲田商学』第15巻第1号、早稲田商学同攷会、1939年5月、337-346頁。
- 「当面の貿易振興政策 ＝＝戦時経済及び長期建設要諦としての輸出伸張＝＝」『早稲田大学新聞』第140号1939年5月31日、3面。
- 「オットオ・シュタイン著『経済生活の基礎論への入門』」『早稲田商学』第15巻第2号、早稲田商学同攷会、1939年7月、295-305頁。
- 「国際価格と国際経済」『早稲田商学』第15巻第3-4号、早稲田商学同攷会、1939年12月、75-94頁。
- 「国際経済論の対象と構成」『早稲田商学』第16巻第1号、早稲田商学同攷会、1940年5月、135-156頁。
- 「ガエタン・ピルー著『経済学の目的と構成』」『早稲田商学』第16巻第2号、早稲田商学同攷会、1940年7月、277-283頁。
- 「平尾弥五郎著『世界経済の基礎知識』を読む」『早稲田商学』第16巻第3号、早稲田商学同攷会、1940年10月、243-249頁。
- 「国際貿易の基本原理 ――オーリンの地域貿易理論――」『早稲田商学』第16巻第4号、早稲田商学同攷会、1941年1月、75-94頁。
- 「世界経済再編成の問題」『早稲田大学新聞』第210号1941年4月30日、1面。
- 「米国の対外投資 ――Cleona Lewis, America's Stake in International Investments を中心として――」『早稲田商学』第17巻第1号、早稲田商学同攷会、1941年5月、183-208頁。
- 「新貿易理論と立地論」『早稲田商学』第17巻第2号、早稲田商学同攷会、1941年7月、47-64頁。
- 「ホルスト・メンデルスハウゼン著『戦争経済学』を読む」『早稲田商学』第17巻第2号、早稲田商学同攷会、1941年7月、209-214頁。
- 「比較生産費説の批判」『早稲田商学』第17巻第3号、早稲田商学同攷会、1941年11月、91-110頁。
- 「貿易理論に於けるケアンズ」『早稲田商学』第17巻第4号、早稲田商学同攷会、1942年2月、37-50頁。
- 「大東亜広域経済の貿易 ＝＝日本戦時経済に於ける新らしき構想＝＝」『早稲田大学新聞』第258号1942年7月15日、2面。
- 「アンステイ著 末高信訳『印度経済の研究』 印度研究上の文献的好著」『早稲田大学新聞』第283号1943年1月27日、2面。
- 「広域経済の意義」『経営学論集』第16巻、日本経営学会、1943年5月、221-226頁、NAID 110004076145。
- 「山岡喜久男訳『デイ現代世界経済史入門』を読む」『早稲田商学』第63号、早稲田商学同攷会、1942年12月、212-216頁。
- 「国際資本移動機構に関する学説」『早稲田商学』第64号、早稲田商学同攷会、1943年6月、165-180頁。
- 「地域主義と広域経済の理論」『早稲田商学』第18巻第4号、早稲田商学同攷会、1944年4月。
- 「理論・政策・歴史の関係問題」『早稲田大学新聞』第324号1944年5月20日、2面。
- 「近代貿易理論の基本形態 ――国際貿易と均衡理論――」『早稲田商学』第78号、早稲田商学同攷会、1948年10月。
- 「油木豊吉著『国際経済総論』」『早稲田商学』第80号、早稲田商学同攷会、1949年5月、53-56頁、NAID 40003924729。
- 「世界経済の意義」『早稲田商学』第81号、早稲田商学同攷会、1949年7月、17-32頁、NAID 40003924862。
- 「世界経済思想の発展」『早稲田商学』第90号、早稲田商学同攷会、1951年1月、1-16頁、NAID 40003924667。
- 「世界経済思想の発展（二）」『早稲田商学』第91号、早稲田商学同攷会、1951年3月、1-19頁、NAID 40003924776。
- 「世界経済思想の発展（三）」『早稲田商学』第95号、早稲田商学同攷会、1951年11月、1-13頁、NAID 40003924786。
- 「ブハーリンの世界経済概念」『早稲田商学』第100号、早稲田商学同攷会、1952年9月、13-27頁、NAID 40003924691。
- 「佐野学先生をしたう」『早稲田学報』第7巻第3号、早稲田学報編輯室、1953年4月、34頁。
- 「経済学方法論について（一）」『早稲田商学』第105号、早稲田商学同攷会、1953年7月、49-58頁、NAID 40003924812。
- 「経済学方法論について（二）」『早稲田商学』第106号、早稲田商学同攷会、1953年9月、49-67頁、NAID 40003924804。
- 「温い心情と冷静な頭脳」『早稲田学報』第8巻第2号、早稲田学報編輯室、1954年3月、4頁。
- 「早稲田税の創設」『早稲田学報』第8巻第3号、早稲田学報編輯室、1954年4月、31頁。
- 「新制大学院と研究所とを中心とせよ」『早稲田学報』第9巻第8号、早稲田学報編輯室、1955年10月、20-21頁。
- 「西ヨーロッパ経済の統合」『早稲田商学』第125号、早稲田商学同攷会、1956年11月、1-14頁、NAID 40003922972。
- 「西ヨーロッパ共同市場とユーラトム計画の経済的背景」『早稲田商学』第129号、早稲田商学同攷会、1957年7月、67-83頁、NAID 40003922987。
- 「オートメーションと生産性の向上」『早稲田商学』第130号、早稲田商学同攷会、1957年9月、1-19頁、NAID 40003923000。
- 「国際経済統合と世界経済」『早稲田商学』第145号、早稲田商学同攷会、1960年2月、1-16頁、NAID 40003923130。
- 「技術革新と世界経済」『早稲田商学』第162巻、早稲田商学同攷会、1962年10月、1-16頁、NAID 40003923284。
- 「世界経済の新しき進路」『早稲田商学』第167-168巻、早稲田商学同攷会、1963年11月、219-236頁、NAID 40003923343。
- 「早稲田船上大学実施について」『早稲田大学史記要』第2巻第3号、早稲田大学大学史資料センター、1969年3月、113-122頁、NAID 40003928839。
- 伊原貞敏、佐々木八郎、中島正信「〈鼎談〉大学院創設のころ」『早稲田学報』第25巻第5号、早稲田大学校友会、1971年6月、6-14頁。
- 「中谷君は生きている」『早稲田学報』第25巻第10号、早稲田大学校友会、1971年12月、15-16頁。
- 「大学院大学の過去・現在・未来」『早稲田商学』第227巻、早稲田商学同攷会、1972年3月、3-13頁、NAID 40003922767。